# 16 d'abril
El 16 d'abril és el cent sisè dia de l'any del calendari gregorià i el cent setè en els anys de traspàs. Queden 259 dies perquè s'acabi l'any.

## Esdeveniments
Països Catalans
- 1926 - Barcelona: S'estrena Cançó d'amor i de guerra, sarsuela de Rafael Martínez i Valls, al Teatre Nou.[1]
- 1933 - 
  - Canet de Mar: el referèndum per a la construcció del mercat municipal és la primera votació on, a tot l'Estat, participen legalment les dones després de l'aprovació del sufragi femení el 1931.
  - Sitges: El Museu del Cau Ferrat és inaugurat com a museu públic.[2]
- 1958 - Barcelona: S'inaugura el Teatre Guimerà, ubicat al carrer del Pi, número 11.[3]
- 1969 - Barcelona: l'escriptor Jordi Rubió i Balaguer obté el primer Premi d'Honor de les Lletres Catalanes.

Resta del món
- 556 - Roma: Fou elegit papa Pelagi I, successor de Vigili I mort l'any anterior.[4]
- 1520 - Toledo: comença la Revolta dels Comuners en contra del govern de Carles I de Castella.
- 1746 - La batalla de Culloden, xoc final entre jacobites i partidaris de la Casa de Hannover, resulta derrota jacobita del Regne Unit.[5]
- 1919 - Mohandas Gandhi anuncia un dia d'oració i dejuni en resposta a la Massacre d'Amritsar (Raj britànic), desafiant l'imperi Britànic.
- 1943 - El doctor Albert Hofmann descobreix els efectes psicodèlics de la droga LSD.
- 1948 - Creació de l'OCDE.[6]
- 1947 - Bernard Baruch fa servir per primera vegada el terme Guerra freda per descriure les relacions entre els Estats Units i la Unió Soviètica.[7]
- 1964 - The Rolling Stones publiquen el seu primer àlbum: The Rolling Stones.[8]
- 1972 - Centre espacial John F. Kennedy, (Merritt Island, Florida, EUA) Va ser llançat l'Apollo 16, cinquena missió tripulada a la Lluna.[9]
- 1984 - El més gran comici per les eleccions directes per a president ocorre en São Paulo. Com a conseqüència, el règim militar augmenta la censura als mitjans de comunicació.
- 1993 - Níger: Comença al mandat de Mahamane Ousmane com a president de Níger. Primer president escollit democràticament.
- 2003 -
  - Atenes, Grècia: s'hi signa el tractat pel qual Polònia, Hongria, la República Txeca, Eslovàquia, Eslovènia, Estònia, Letònia, Lituània, Malta i Xipre (la majoria dels quals formava part de l'antiga Europa de l'Est) esdevenen observadors de la Unió Europea (amb veu, però sense vot), cosa que els permetrà d'ingressar-hi a partir del primer de maig del 2004.
  - Estats Units: comença a publicar-se Runaways de Marvel Comics, on es presenta el grup de superherois que dona nom a la sèrie.
- 2004 - Madrid, Espanya: el Congrés dels Diputats elegeix José Luis Rodríguez Zapatero president del Govern d'Espanya.
- 2007 - Blacksburg, Virgínia, Estats Units: hi ha la matança de Virgínia Tech, amb 33 morts.[10]

## Naixements
Països Catalans
- 1783 - Barcelona, (Catalunya, Espanya): Santa Joaquima de Vedruna, fundadora religiosa (m. 1854).[11]
- 1860 - Sabadell: Joan Baptista Codina i Formosa, filòleg i eclesiàstic català (m. 1923).[12]
- 1862 - Tortosa, Baix Ebre: Víctor Beltri i Roqueta, arquitecte català (m. 1935).
- 1866 - Mataró (Maresme): Felip Proubasta i Masferrer, metge català (m. 1939).
- 1888 - Sant Feliu de Guíxols: Edelmira Anglada Esteba, pianista, cantant i compositora catalana (m. 1938).[13]
- 1890 - Barcelona: Laura Albéniz Jordana, il·lustradora i pintora catalana del Noucentisme (m. 1944).[14]
- 1893 - Barcelona: Frederic Mompou, compositor català (m. 1987).[15]
- 1914 - Barcelona: Mercè Llimona i Raymat, il·lustradora catalana especialitzada en literatura infantil.[16]
- 1915 - Valls, Alt Camp: Francesc Gomà i Musté, filòsof català (m. 1998).[17]
- 1945 - El Guinardó, Barcelona: Alegria Julià i Danés, escriptora catalana que ha conreat la literatura infantil i juvenil.[18]
- 1951 - Vilanova i la Geltrú: Assumpta Baig i Torras, mestra i política catalana, ha estat diputada al Parlament de Catalunya i senadora.[19]
- 1958 - Barcelona: Xavier Sardà i Tàmaro, periodista.
- 1969 - Barcelona: Mireia Casas i Albiach, regatista catalana (m. 2002).[20]
- 1984 - Tamarit de Llitera: Janet Sanz, llicenciada en Dret, politòloga i política catalana, ha estat regidora de l'Ajuntament de Barcelona.
- 1986 - Vilafranca del Penedès: Anna Gual, poeta catalana.
- 1998 - Port de Sagunt, El Camp de Morvedre: Cintia Montagut Pérez, futbolista valenciana.[21]

Resta del món
- 778 - Gironda (actual França): Lluís I el Pietós, rei d'Aquitània i emperador (m. 814).[22]
- 1660 - Killyleagh, County Down, Irlanda: Hans Sloane, metge i botànic (m. 1753).[23]
- 1646 - París (França): Jules Hardouin Mansart, arquitecte francès (m. 1708).[24]
- 1755 - París: Élisabeth Vigée Le Brun, pintora (m. 1842).[25]
- 1784 - Tolosa de Llenguadoc: Émilie Bigottini, ballarina franco-italiana (m. 1858).
- 1797 - Marsella (França): Adolphe Thiers, advocat, President de la República Francesa (1871 a 1873) (m. 1877)[26]
- 1838 - Ixelles (Flandes, Bèlgica): Ernest Solvay, químic bèlga (m. 1922).[27]
- 1844 - París (França): Anatole France, escriptor francès i Premi Nobel de Literatura.[28]
- 1852 - Londres: Laura Theresa Alma-Tadema, pintora i il·lustradora del Regne Unit (m. 1909).[29]
- 1885 - Budapest, Hongria: Leó Weiner, compositor i professor hongarès (m. 1960).[30]
- 1886 - Hamburg (Alemanya): Ernst Thälmann, líder del Partit Comunista d'Alemanya (KPD) durant bona part de la República de Weimar (m. 1944).[6]
- 1889 - Walworth (Londres, Regne Unit): Charles Chaplin, actor, director, guionista i músic britànic.
- 1896 - Moineşti (Bacau, Romania): Tristan Tzara, assagista i poeta. Fundador del moviment dadaista (m. 1963).[31]
- 1911 - Viena: Françoise Brauner, metgessa austríaca d'origen jueu que formà part del contingent sanitari de les Brigades Internacionals a la Guerra Civil espanyola (m. 2000).
- 1912 - El Caire (Egipte): Emond Jabès, poeta i escriptor jueu conegut per ser una de les figures literàries més conegudes en llengua francesa després de la Segona Guerra Mundial (m. 1991).[31]
- 1917 - Berlín: Charlotte Salomon, pintora alemanya d'origen jueu (m. Auschwitz, 1943).[32]
- 1921 - Suïssa: Peter Ustinov, actor de cinema britànic d'origen rus.
- 1922 - Clapham Common (Anglaterra): Kingsley Amis, escriptor anglès que va destacar per les seves novel·les còmiques i les seves crítiques literàries (m. 1995).[33]
- 1924 - Cleveland (Ohio, EUA): Henry Mancini, músic compositor de bandes sonores (m. 1994).[34]
- 1927 - 
  - Marktl (Baviera, Alemanya): Joseph Alois Ratzinger, elegit com a 265è Papa de Roma, el 19 d'abril de 2005, Benet XVI.[35]
  - Anadarko: Doris McLemore, última parlant nadiua de wichita, una de les llengües caddo. (m. 2016).
- 1935 - Limlingerode, Magdeburg: Sarah Kirsch, destacada poeta alemanya (m. 2013).[36]
- 1940 - Copenhaguen (Dinamarca): Margarida II de Dinamarca, reina de Dinamarca.[37]
- 1943 - Dijon (França): Jacques Sauvageot, polític francès, un dels tres líders estudiantils durant els fets del maig del 68 (m. 2017)[38]
- 1947 - Harlem, Nova York (EUA): Kareem Abdul-Jabbar, jugador de bàsquet professional nord-americà.[39]
- 1959 - L'Havana, Cuba: Emilio Aragón Álvarez, actor, humorista i pallasso ( Milikito). President de la cadena de televisió La Sexta.
- 1960 - Madrid, (Espanya): Rafael Benítez Maudes, entrenador de futbol espanyol.
- 1972 - Montsó (Aragó): Conxita Martínez, tennista.[40]
- 1973 - Portoviejo, (Equador): Teddy Cobeña, escultor expressionista figuratiu resident a Catalunya.

## Necrològiques
Països Catalans
- 1897 - Barcelona: Jaume Pi i Sunyer fou un metge català (n. 1851).[41]
- 1973 - Villarrubio, Tarancon, Conca (Espanya:) Nino Bravo, cantant valencià (n. 1944).[42]
- 1988 - Deià, Mallorca: Norman Yanikun, pintor nord-americà.
- 2001 - València: Josep Maria Simó Nogués, empresari i financer valencià.
- 2008 - Barcelona, Barcelonès: Emili Giralt i Raventós, historiador català, president de l'IEC (n. 1927).[43]
- 2015 - Barcelona: Sofia Puche de Mendlewicz, pianista i pedagoga musical catalana (n. 1916).[44]
- 2018 - Barcelona: Rosa Queralt, docent, crítica d'art i comissària d'exposicions (n.1940).[45]
- 2024 - Josep M. Terricabras i Nogueras, filòsof i polític català (n. 1946).[46]

Resta del món
- 1556 - Nàpols: Giulia Gonzaga, aristòcrata i intel·lectual italiana pròxima a la Reforma protestant (n. 1513).[47]
- 1689 - Londres, Anglaterra: Aphra Behn, dramaturga, escriptora, traductora (n. 1640).[48]
- 1690 - Zwolle: Gesina ter Borch, escriptora i pintora del Segle d'or neerlandès (n. 1633).[49]
- 1788 - París: Georges-Louis Leclerc, naturalista, matemàtic, biòleg, cosmòleg i escriptor francès (n. 1707).[50]
- 1828 - Bordeus, Gascunya: Francisco de Goya y Lucientes, pintor espanyol.
- 1850 - Londres: Marie Tussaud, escultora de cera francesa, que fundà el Museu Madame Tussauds a la ciutat de Londres. (n. 1761).[51]
- 1859 - Canes, Provença, França: Alexis de Tocqueville, pensador, jurista, polític i historiador francès (n. 1805).[52]
- 1879 - Nevers: Bernadeta Soubirous, pastora gascona, que va manifestar aparicions marianes el 1858 (n. 1844).[53]
- 1893 - París: Marie Petiet, pintora francesa (n. 1854).[54]
- 1930 - Moquegua (Perú): José Carlos Mariátegui, polític socialista peruà.
- 1943 - Madrid, Espanya: Carlos Arniches Barreda, comediògraf valencià (n. 1866).
- 1947 - Auschwitz, Polònia: Rudolf Höss, militar i oficial nazi, primer comandant del camp d'extermini d'Auschwitz entre el maig 1940 i el novembre 1943. El Tribunal Suprem Nacional de Polònia el va condemnar a ser penjat a la forca, just al costat del crematori del camp d'Auschwitz (n. 1900).[55]
- 1950 - Saint-Quentin, França: Madeleine Zillhardt, pintora, escriptora i decoradora francesa (n. 1863).[56]
- 1956 - Rosario, Santa Fe, Argentina: Alcides Greca, escriptor, cineasta, jurista, professor, activista indigenista i polític argentí.
- 1958 - Kensington i Chelsea, Londres, Regne Unit: Rosalind Franklin, científica britànica, codescobridora de l'estructura de l'ADN en doble hèlix (n. 1920).[57]
- 1972 - Kamakura, Japó: Yasunari Kawabata, novel·lista japonès, premi Nobel de Literatura de l'any 1968.[58]
- 1991 - Londres, Anglaterra: David Lean, director de cinema anglès.
- 1998 - Carhaix-Plouguer: Vefa de Bellaing, escriptora i intel·lectual bretona (n. 1909).[59]
- 2007 - Blacksburg (Virgínia), EUA: Cho Seung-hui, estudiant sud-coreà, responsable de la matança de Virgínia Tech.
- 2009 - Santa Cruz de la Sierra: Eduardo Rózsa Flores, actor, productor de cinema, escriptor, poeta, publicista i soldat en guerres iugoslaves
- 2018 - Rio de Janeiro: Dona Ivone Lara (en portuguès: Yvonne Lara da Costa), cantant i compositora brasilera (n. 1921)[60]
- 2019 - Viena: Jörg Demus, pianista austríac (n. 1928).[61]
- 2021 - Londres, Regne Unit: Helen McCrory, actriu anglesa (n. 1968).[62]

## Festes i commemoracions
- Onomàstica: sants Toribi de Liébana, bisbe; Toribi d'Astorga, bisbe; Engràcia de Saragossa, verge i els Màrtirs de Saragossa; Fructuós de Braga, bisbe; Magnus de les Òrcades, màrtir; Drogó de Sebourg, pastor eremita; Benet Josep Labre, Bernadeta Sobirós; beats Contard d'Este, pel·legrí, Joaquim de Siena, servita; servent de Déu Ramon Strauch i Vidal, franciscà màrtir, bisbe de Vic.